# Tujiko Noriko

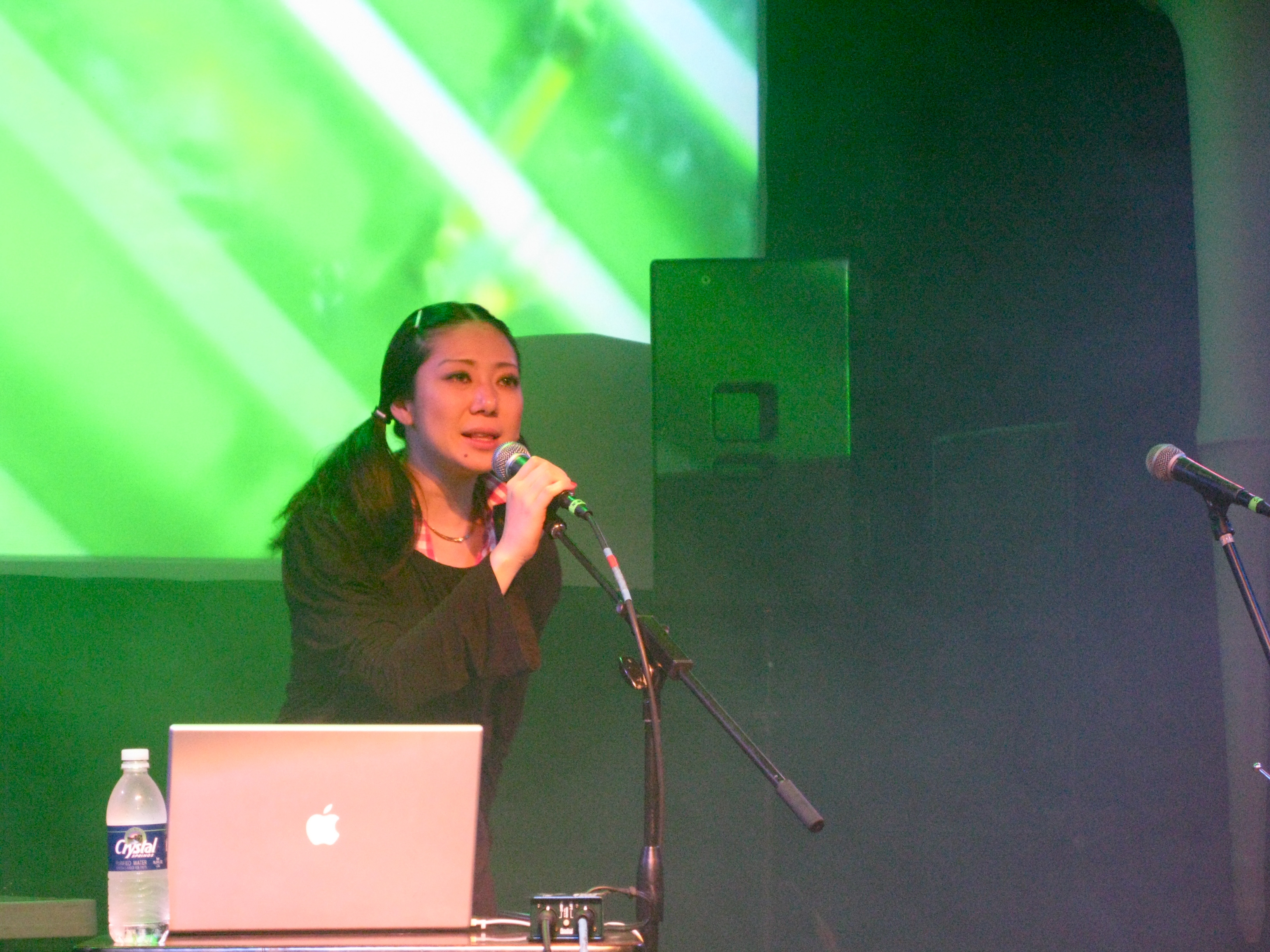
Tujiko Noriko (2008)

Tujiko Noriko (jap. 辻子紀子, Tsujiko Noriko; * 28. August 1976 in Ōsaka) ist eine japanische Musikerin und Filmemacherin.

## Leben und Wirken
Tujiko Noriko singt auf Japanisch und Englisch und wird von Kritikern gelegentlich als „Japanese Björk“ bezeichnet, da ihr Stil mit freien Melodien über elektronischen Klängen an die frühen, mehr elektronischen Alben von Björk erinnert.
Sie arbeitete für die Plattenlabels Mego und Tomlab. Sie veröffentlichte u. a. die Alben Shojo Toshi, From Tokyo to Naiagara und zusammen mit Aoki Takamasa das Album 28.
Seit 2005 arbeitete sie an verschiedenen Filmprojekten, unter anderem zusammen mit Saâdane Afif. Eigene Filmprojekte realisierte sie unter den Titeln Sun und Sand and Mini Hawaii. Im Januar 2017 erschien ihr Spielfilm Kuro, bei dem sie gemeinsam mit Joji Koyama das Drehbuch schrieb und Regie führte. Außerdem spielte sie eine der beiden Hauptrollen.
Sie hält sich überwiegend in Europa auf, vor allem in Paris, wo sie mit ihrem französischen Lebensgefährten und einem gemeinsamen Kind lebt.

## Diskografie
- Keshou To Heitai AKA Makeup and Soldiers (2000)
- Shojo Toshi AKA Girl City (2000, Mego)
- I Forgot the Title (2002, Mego)
- Hard Ni Sasete AKA Make Me Hard (2002, Mego)
- From Tokyo to Naiagara (2003, Tomlab)
- Stéréotypie with Peter 'Pita' Rehberg (2004, Asphodel)
- Blurred In My Mirror[2] (2005, Room40)
- 28 with Aoki Takamasa (2005, Fat Cat Records)
- J with Riow Arai (2005, released under the name of RATN)
- Shojo Toshi+ (2006, Editions Mego)
- Solo (2007, Editions Mego)
- Trust [3] (2008, Nature Bliss)
- U with Lawrence English and John Chantler (2008, ROOM40)
- GYU with .Tyme (2012, Nature Bliss/Editions Mego)
- East Facing Balcony with Nobukazu Takemura (2012, Happenings)
- My Ghost Comes Back (2014)
- Kuro (2019)
- Crépuscle I & II (2023)